# Heitor Megale
Heitor Megale (1940-2009) foi um filólogo brasileiro conhecido especialmente por seus trabalhos sobre a Demanda do Santo Graal.
Era professor de filologia e língua portuguesa na Universidade de São Paulo e membro da Sociedade Internacional Arturiana. Sua tradução de Merlim, de Robert de Boron, ganhou o prêmio Jabuti de 1994; em 2002, ganhou o Jabuti por A Demanda do Santo Graal – Das Origens ao Códice Português.